# Forbrydelse og straf
|  | For den sovjestiske filmatisering fra 1969/70, se Raskolnikov - forbrydelse og straf. For den tyske filmatisering fra 1923, se Raskolnikow |
Forbrydelse og Straf (Преступление и наказание – Prestuplenie i nakazanie) (1866) er en roman af Fjodor Mikhajlovitj Dostojevskij. Den kaldes også tit Rodion Raskolnikov efter sin hovedperson. Hans navn genspejler hans spaltede personlighed, for raskol (af verbet raskalyvat = at kløve, splitte) er russisk for "splittelse", og en raskolnik er en, der skaber splid; en, der splitter; en "dissenter".
Den er den første af de tre store romaner, der regnes for Dostojevskijs hovedværker (de to andre er Idioten og Brødrene Karamazov).

## Handlingsforløb
Tekst mangler, hjælp os med at skrive teksten

## Personer i historien
| Personerne                    | Personerne                                                                                 |
| ----------------------------- | ------------------------------------------------------------------------------------------ |
| Rodion Romanovich Raskolnikov | Historiens hovedperson                                                                     |
| Sofia Semyonovna Marmeladova  | Datter til Semjon Z. Marmeladova også oversat som Sonya Marmeladova i danske oversættelser |
| Semjon Zakharovitj Marmeladov | Forhenværende embedsmand.                                                                  |
| Dunya                         | Raskolnikovs søster                                                                        |
| Alyona Ivanovna               | Pantelåner                                                                                 |
| Svidrigalov                   | Dunyas arbejdsgiver                                                                        |
|                               |                                                                                            |